# Eutimide

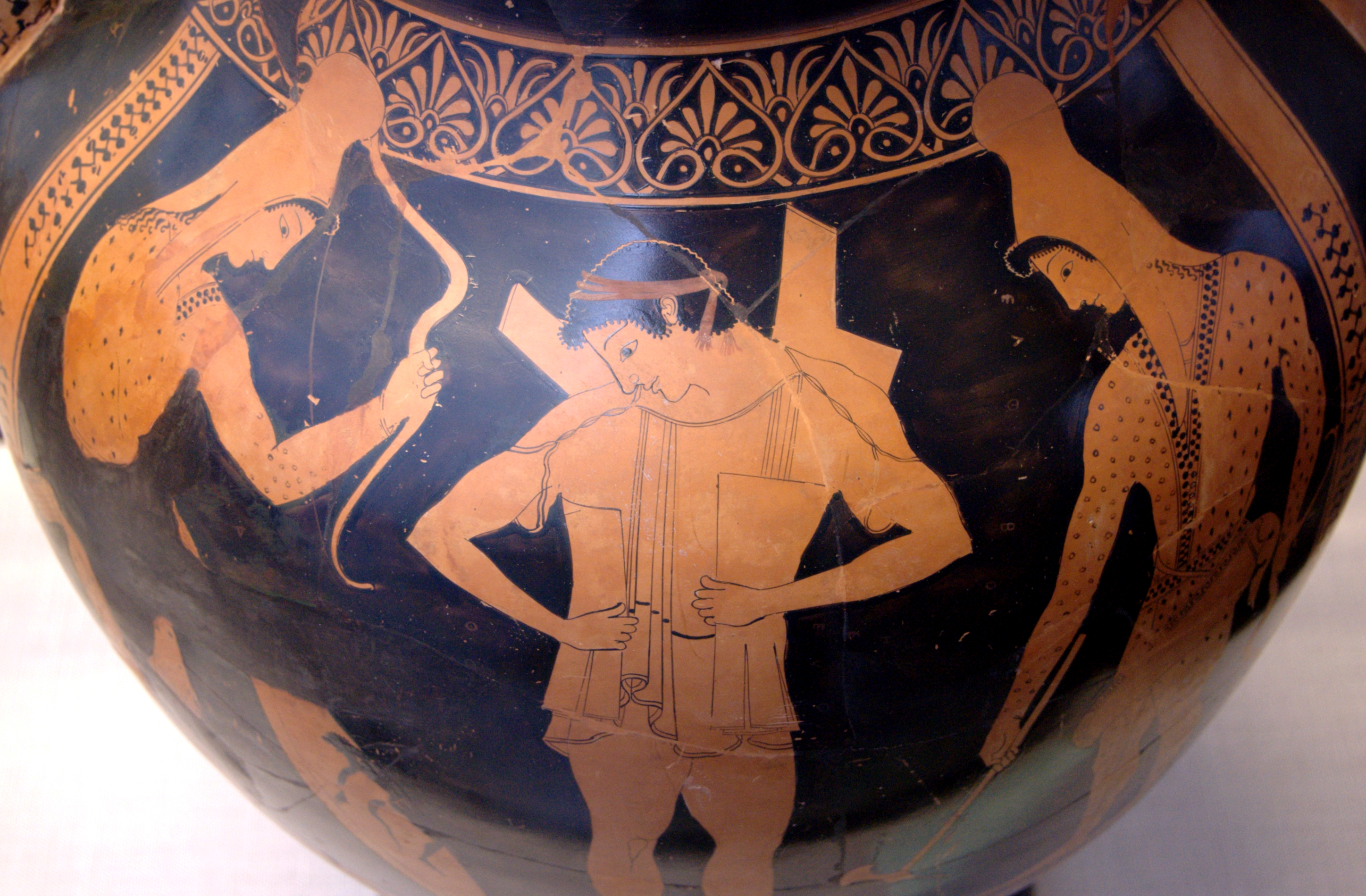
Anfora di tipo A a figure rosse. Lato A: la vestizione di un oplita Monaco di Baviera, Staatliche Antikensammlungen 2308.

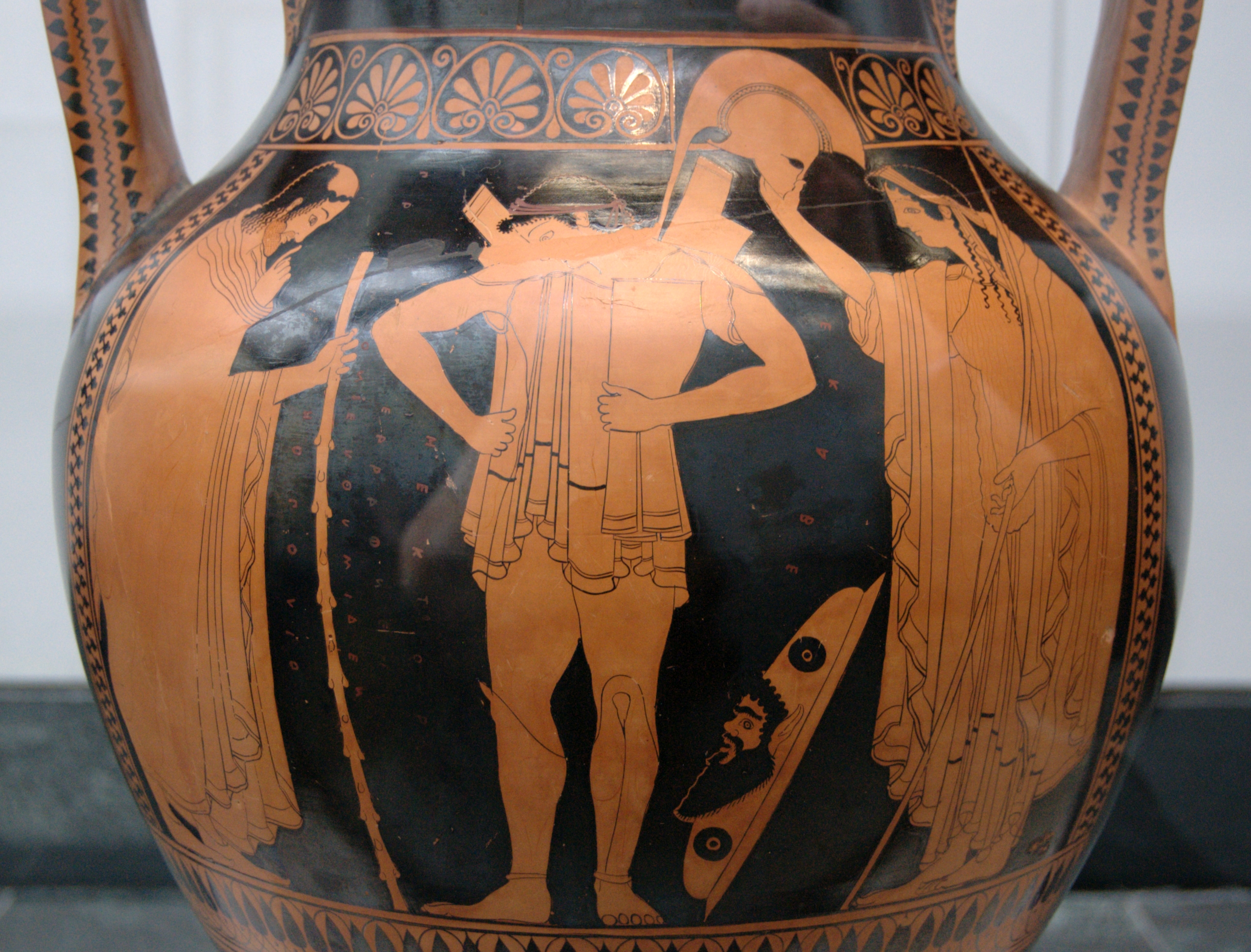
Anfora di tipo A a figure rosse. Lato A: la vestizione di Ettore Monaco di Baviera, Staatliche Antikensammlungen 2307.

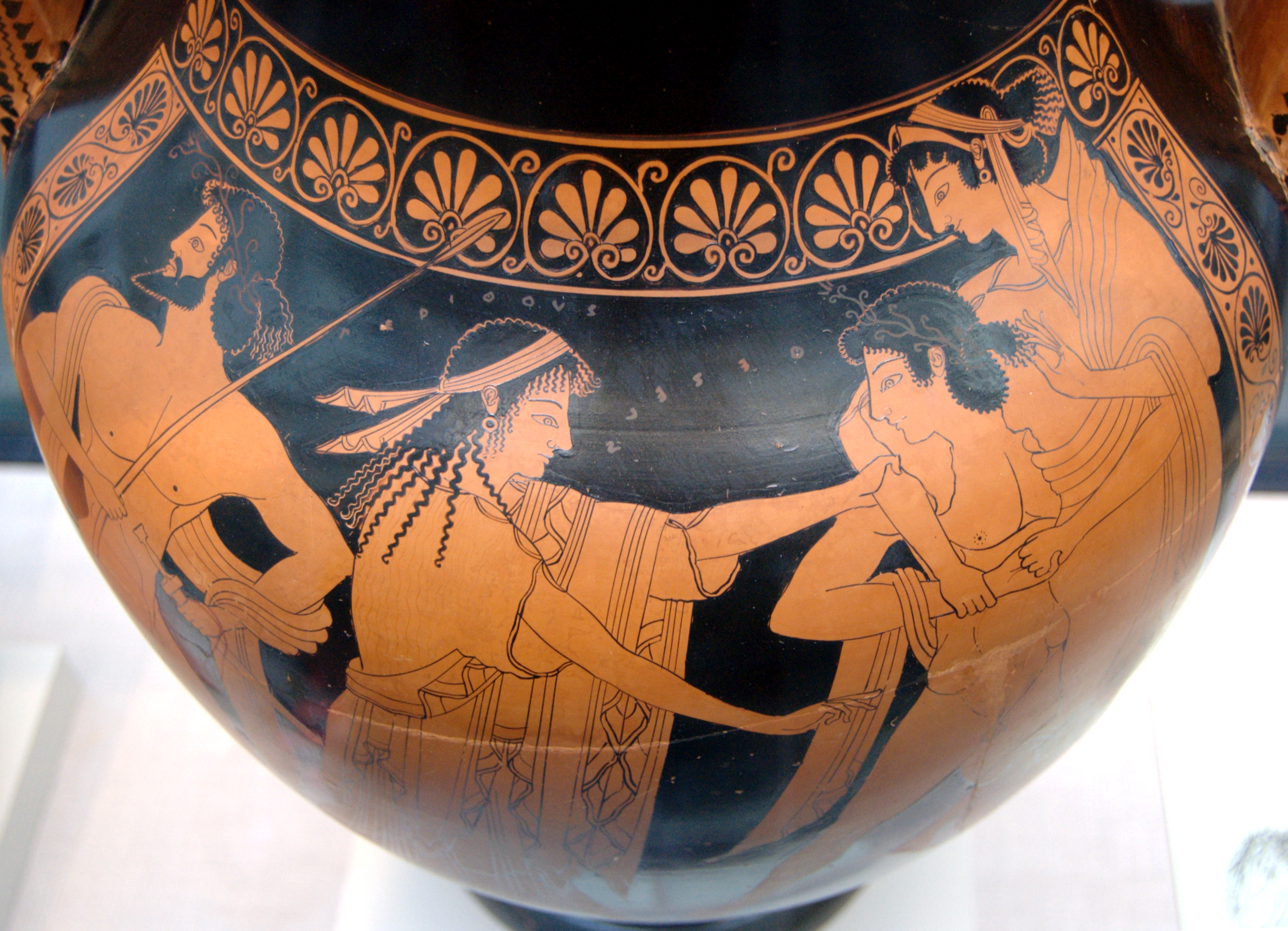
Anfora di tipo A a figure rosse. Staatliche Antikensammlungen 2309.

Eutimide (in greco antico: Εὐϑυμίδης?, Euthymides; fl. 520 / 500 a.C.) è stato un ceramografo e ceramista greco antico, attivo ad Atene; faceva parte del gruppo di ceramografi che il grande esperto di ceramica greca John Beazley chiamò Pionieri, i pittori che crearono il nuovo stile decorativo a partire dalla tecnica a figure rosse di recente invenzione.

## Opere
Ad Eutimide John Beazley ha assegnato diciotto vasi, otto dei quali firmati, sei come pittore e due come vasaio. La tipologia delle forme decorate da Eutimide lo avvicinano a Phintias per la preferenza accordata alle anfore, piuttosto che ai crateri a calice, prediletti da Eufronio; rispetto a quest'ultimo manifesta anche una minore propensione allo studio e al dettaglio anatomico, sempre subordinato in Eutimide all'effetto generale. La monumentalità plastica delle sue figure sembra ottenuta più attraverso l'elaborazione del panneggio che tramite gli scorci.
Eutimide, insieme agli altri due Pionieri citati, è tra i principali decoratori del periodo per quanto riguarda i vasi di grandi dimensioni; le due coppe frammentarie che recano la sua firma appaiono decorate con uno stile che sembra adattato a partire dalla tipica monumentalità delle anfore, dove la composizione è solitamente semplificata, con poche e più grandi figure che solo raramente si sovrappongono. Sui pannelli di Eutimide lo schema ricorrente consiste di tre figure semplicemente affiancate che permettono una maggiore attenzione alla forma e al movimento della figura singola rispetto alle complesse composizioni di Eufronio.
I soggetti più frequenti sono scene di genere, atleti, comasti o la vestizione e partenza del guerriero, mentre minore interesse sembra mostrare Eutimide per le scene mitologiche. Una delle sue caratteristiche, in parte condivisa con gli altri Pionieri, è la propensione alla scrittura, la quale frequentemente costituisce l'unico aggancio con le vicende dei miti nei loro aspetti narrativi. Le frequenti vestizioni o partenze del guerriero, se private dei nomi dei personaggi iscritti al loro fianco, risultano semplici scene di genere, come quelle relative ai comasti o agli atleti. È questa la condizione che si verifica sulla nota anfora di tipo A, firmata e conservata a Monaco di Baviera (Staatliche Antikensammlungen 2307), con la vestizione di Ettore sul lato principale e scena di comasti sul lato posteriore; ma la stessa può essere osservata sullo psykter di Torino (Museo di antichità 4123), dove tra gli atleti viene nominato Teseo. Teseo torna protagonista di un'altra anfora a Monaco (Antikensammlungen 2309) dove si trova a rapire una fanciulla che dovrebbe essere Elena, ma al fianco della quale viene posto il nome Korone, che non sembra avere un corrispondente mitologico, e dove si trovano altre iscrizioni dotate di scarsa rilevanza e quindi fini a sé stesse.
Particolarmente interessanti sono le questioni che sorgono a partire dalla firma di Eutimide sull'anfora di Monaco 2307 dove il pittore nomina il proprio padre, tentativamente identificato con lo scultore Pollias, la cui firma si trova su alcune basi di statue dedicate sull'acropoli di Atene e, come offerente, su una placca in argilla dedicata ad Atena e decorata a figure nere; un altro grande pannello di argilla, probabilmente un elemento architettonico (Atene, Museo dell'Acropoli 1037), è decorato, in uno stile che è stato avvicinato a quello di Eutimide, con incisioni, disegno a contorno e colore di riempimento. La questione coinvolge i rapporti tra le tecniche e i differenti media utilizzati dagli artigiani dell'epoca, in modo simile a quanto è stato rilevato nel rapporto tra il Pittore di Andocide e il fregio del Tesoro dei Sifni e nell'attività, pittorica e scultorea, di Endoios.
È sulla stessa anfora inoltre che si trova la famosa iscrizione con il rimando al collega Eufronio, "come mai fece Eufronio", interpretata da Beazley come una scherzosa sfida di abilità e ormai sempre meno frequentemente come segno di rivalità reale; più recente e interessante è invece l'interpretazione della frase come collegamento tra Eufronio e uno dei comasti rappresentati, quello che regge il kantharos, uno dei più frequenti attributi di Dioniso.